# Bernardino Curti

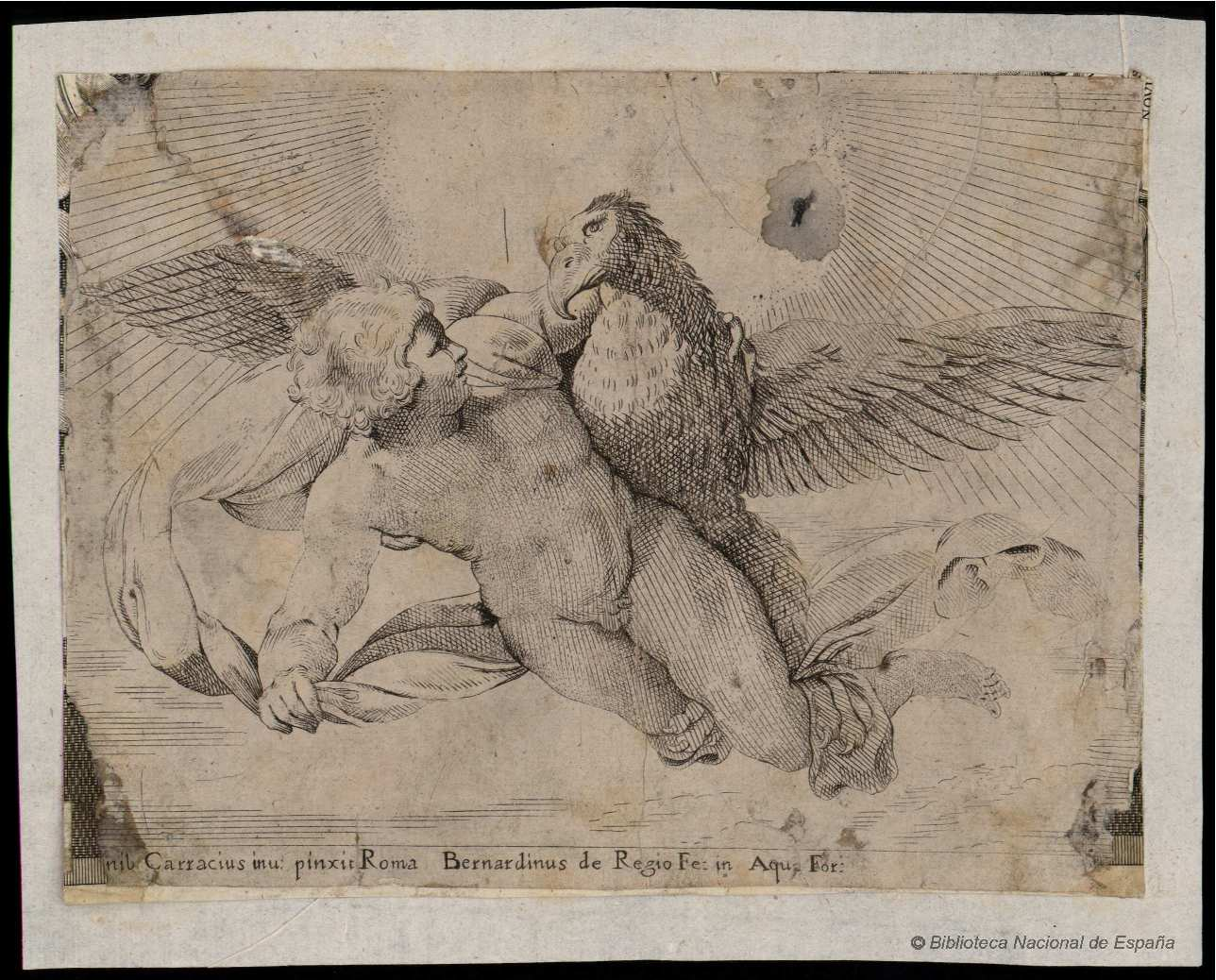
El rapto de Ganímedes, grabado de Bernardino Curti según la pintura de Annibale Carracci en la Galería Farnese de Roma. Firmado [A]nib Carracius inv pinxit Roma Bernardinus de Regio Fe: in Aqua For: Biblioteca Nacional de España.

Bernardino Curti (Reggio Emilia, 1611-1679) fue un grabador en cobre italiano.

## Biografía
Dedicado, principalmente, al grabado de reproducción y al retrato, Curti trabajó durante varios años para el obispo de Reggio Emilia Paolo Coccapani, propietario de una importante colección de obras de arte que fue reproducida por Curti en una serie de grabados a buril y aguafuerte. Recogidas luego en un volumen titulado Esemplari di pittura, quedan algunas estampas sueltas, entre ellas Venus y Cupido en la fragua de Vulcano, a partir de una pintura de Annibale Carracci, y Ecce Agnus Dei de Guercino, ambas fechadas en 1643. También abrió grabados sobre cobre de la Virgen con san Pablo ermitaño y los santos Crispín y Crispiniano de Guido Reni (Dresde, Gemäldegalerie Alte Meister), tela de altar donada por el gremio de los zapateros a la iglesia de San Próspero de Reggio Emilia, y de la Limosna de san Roque de Carracci, que se conservaba en la Confraternita di S. Rocco.
También reprodujo para la estampa la Oración en el huerto de Correggio (Londres, Apsley House), citada por Vasari en Reggio Emilia, en propiedad de F. M. Signoretti, estampa que permite apreciar a Judas acompañado por los soldados que van a prender a Cristo, avanzando a la derecha y en la lejanía, tal como indicaba Vasari, detalle que se ha perdido en el original.
Como retratista, según una súplica dirigida por sus hijos al arzobispo estense, Curti habría grabado «tutti i ritratti della Serenissima Casa [de Este] e dello Stato di Comacchio»; además grabó una rara estampa alegórica titulada La felicità aritmetica. Auspicij nella celebrazione della nascita del Ser.mo Prencipe Francesco Duca di Modena e Reggio y un retrato de Lelio Orsi.
Padre de dos hijos, Antonio y Sebastiano (1655-1715), al menos este último fue también dibujante y grabador, formado en el taller paterno.